# Jota Centauri
Jota Centauri (ι Cen) – gwiazda ciągu głównego w gwiazdozbiorze Centaura. Oddalona jest o około 59 lat świetlnych od Słońca.

## Nazwa
Nazwa własna gwiazdy, Kulou, pochodzi od chiń. 库楼; pinyin Kùlóu, oznaczającego „arsenał” i „piętrowy budynek”. Pochodzi ona od jednej z chińskich konstelacji, obejmujących gwiazdy Centaura i Wilka. Międzynarodowa Unia Astronomiczna w 2025 formalnie zatwierdziła użycie nazwy Kulou dla określenia tej gwiazdy.

## Charakterystyka
Jota Centauri to biała gwiazda ciągu głównego (karzeł) typu widmowego A o jasności obserwowanej +2,73m. Jest podobna do Wegi nie tylko ze względu na typ widmowy, ale także obecność dysku materii otaczającego gwiazdę, który emituje promieniowanie podczerwone. Gwiazda ta znajduje się w przestrzeni znacznie bliżej Słońca niż gwiazdy należące do asocjacji gwiazdowych, jak wiele jej jasnych sąsiadek w gwiazdozbiorze Centaura. Jej bliskość sprawia też, że gwiazdę cechuje duży ruch własny: przemieszcza się ona z prędkością 30 km/s skierowaną prostopadle do kierunku obserwacji i jej odległość od Słońca praktycznie się nie zmienia.